# Propriété locale
On dit d'une certaine propriété mathématique qu'elle est localement vérifiée en un point d'un espace topologique s'il existe un système fondamental de voisinages de ce point sur lequel la propriété est vraie.
On dit d'une certaine propriété mathématique qu'elle est localement vérifiée si elle est localement vérifiée en tout point de l'espace topologique considéré.
Cette notion se retrouve dans tous les domaines des mathématiques qui utilisent la topologie, en particulier en analyse.
Souvent, il suffit que la propriété soit vraie pour un voisinage du point pour qu'elle soit vraie localement en ce point, par exemple :
- On dit qu'une fonction {\displaystyle \ f:X\to \mathbb {R} } définie sur un espace topologique {\displaystyle \ X} admet en un point {\displaystyle \ a} de {\displaystyle \ X} un  maximum local s'il existe un voisinage {\displaystyle \ V} de {\displaystyle \ a} tel que {\displaystyle \ f(a)} soit la plus grande valeur de {\displaystyle \ f} sur {\displaystyle \ V} ;
- On dit qu'un espace topologique est localement compact s'il est séparé et si chacun de ses points possède un voisinage compact.

Cependant, c'est faux en général, par exemple : 
- On ne peut pas dire que la fonction {\displaystyle \ x\mapsto {\frac {1}{x}}} est localement non bornée au point {\displaystyle \ x=1} sous prétexte qu'elle est non bornée sur {\displaystyle \ ]0,2[} (qui est un voisinage du point considéré) ;
- Il existe des espaces connexes qui ne sont pas localement connexes en un point, on peut par exemple prendre l'adhérence du graphe de {\displaystyle \ x\mapsto \sin {\frac {1}{x}},x>0}, dans {\displaystyle \ \mathbb {R} ^{2}}, et le point {\displaystyle \ (0,1)}. Pourtant, l'espace tout entier est un voisinage connexe de ce point.

Cette expression intervient également en théorie des groupes : on dit qu'un groupe vérifie localement une propriété si tous ses sous-groupes de type fini la vérifient. Par exemple, un groupe est localement nilpotent (en) si tous ses sous-groupes de type fini sont nilpotents ; il est localement fini (en) si tous ses sous-groupes de type fini sont finis.